# Адуа (вулкан)
Адуа — вулкан в области Афар, Эфиопия. Также известен под названиями Аабида, Амоисса, Дабита.
Адуа — стратовулкан, высотой 1733 метра. Расположен к востоку от вулкана Аялу. Вулкан содержит обширную кальдеру диаметром 5x4 километра. Старые породы сложены трахитами, более поздние в виде застывших лавовых потоков — базальтами. Рядом с Адуа находятся шлаковые конусы.
Незначительная активность вулкана возможно была в начале XIX и начала XX веков. В настоящее время наблюдается фумарольная активность.